# M5 (Azerbeidzjan)
De M5 is een hoofdweg in Azerbeidzjan die een oost-westverbinding vormt tussen de Yevlax, Zaqatala en de Georgische grens bij Lagodechi. De weg is 164 km lang.
M1 ·
M2 ·
M3 ·
M4 ·
M5 ·
M6 ·
M7 ·
M8